# Fölsö
Fölsö este o arie protejată (arie specială de conservare — SAC, sit de importanță comunitară — SCI) din Suedia întinsă pe o suprafață de 42,3 ha, integral pe uscat.

## Localizare
Centrul sitului Fölsö este situat la coordonatele 56°08′53″N 14°58′04″E / 56.148°N 14.9679°E.

## Înființare
Situl Fölsö a fost declarat sit de importanță comunitară în ianuarie 1998 pentru a proteja un număr necunoscut de specii din flora spontană și fauna sălbatică aflate în arealul zonei. Situl a fost protejat și ca arie specială de conservare în martie 2011.

## Biodiversitate
Situată în ecoregiunile continentală și marină baltică, aria protejată conține 4 habitate naturale: Pășuni de coastă din Baltica boreală, Golfuri mici largi și golfuri puțin adânci, Roci stâncoase cu vegetație pionieră de Sedo-Scleranthion sau Sedo albi-Veronicion dillenii, Formațiuni de Juniperus communis pe lande sau pajiști calcaroase.
La baza desemnării sitului se află un număr nedeclarat de specii protejate.